# Rue Gaston Grégoire
La rue Gaston Grégoire est une artère du quartier d'Outremeuse à Liège en Belgique (région wallonne).

## Historique et odonymie
Jusqu'aux alentours de l'année 1875, l'emplacement de la rue actuelle était occupé par une voie d'eau secondaire qui reliait par le sud et l'est le biez (ou bief) de Saucy au biez du Barbou. Cette voie d'eau est alors comblée. Lors de sa création, la nouvelle artère prend le nom de rue du Ponçay. Ce terme signifie  : Petit Pont.
Depuis 1933, la rue rend hommage à Gaston Grégoire né à Amay le 5 février 1860 et mort à Liège le 25 février 1927. Il fut député libéral, gouverneur de la province de Liège de 1919 à 1927 et l'un des créateurs du sanatorium de Borgoumont à Stoumont en 1903.

## Description
Cette voie plate et rectiligne d'une longueur d'environ 117 m et d'une largeur d'environ 15 m relie le boulevard de la Constitution à la place de l'Yser. La plupart des immeubles de la rue se trouvant du côté impair ont été détruits pour faire place à un parking de grande surface. La rue compte une quinzaine d'immeubles.

## Activités
Le commissariat de police d'Outremeuse se situe au no 23. Il occupe un immeuble de quatre travées bâti en 1929.

## Voies adjacentes
- Boulevard de la Constitution
- Rue Ernest de Bavière
- Place de l'Yser
- Rue Georges Simenon

### Source et lien externe
- Claude Warzée, « Outremeuse », sur Histoires de Liège (consulté le 7 août 2023)